# Czarne (województwo podlaskie)
Czarne – wieś w Polsce położona w województwie podlaskim, w powiecie suwalskim, w gminie Filipów.
Wieś królewska starostwa niegrodowego filipowskiego położona była w końcu XVIII wieku w powiecie grodzieńskim województwa trockiego. W latach 1975–1998 miejscowość administracyjnie należała do województwa suwalskiego.
Na zachód od wsi znajduje się Jezioro Czarne.
W okresie międzywojennym stacjonowała tu placówka Straży Celnej „Czarne”.